# Parque Moret
El parque Moret es un parque urbano situado en la ciudad española de Huelva. Es uno de los lugares más significativos de la capital por su situación estratégica y por considerarse un auténtico espacio natural dentro de la urbe.

## Descripción
Tiene una extensión aproximada de 72 hectáreas, lo que lo convierte en el parque urbano más extenso de Andalucía. Está dividido en tres grandes zonas: 
- Los cabezos del Conquero, lindando con el espacio de marismas del Odiel y en el que quedan restos de un acueducto romano,
- La zona sudeste llena de antiguos huertos, algunos todavía en uso, y
- El parque propiamente dicho, situado en lo que anteriormente fue el camino de llegada al santuario de La Cinta

### Flora y fauna
La flora del parque comprende una extensa variedad de especies forestales propias de la zona de la costa de Huelva, colinas arcillosas y vaguadas de huertos y frutales. Se ha registrado la presencia más de cuatrocientas especies, principalmente mediterráneas y litorales.

### Patrimonio histórico
En el parque se encuentran cuatro túmulos de finales de la edad de bronce y unos muros donde tuvieron lugar fusilamientos durante la represión franquista.
Dentro del parque hay dos áreas de yacimientos arqueológicos declarados Bien de Interés Cultural.

### Ocio y esparcimiento
El parque cuenta con un lago, zonas de barbacoas y un skate park como áreas de ocio y esparcimiento.

## Historia

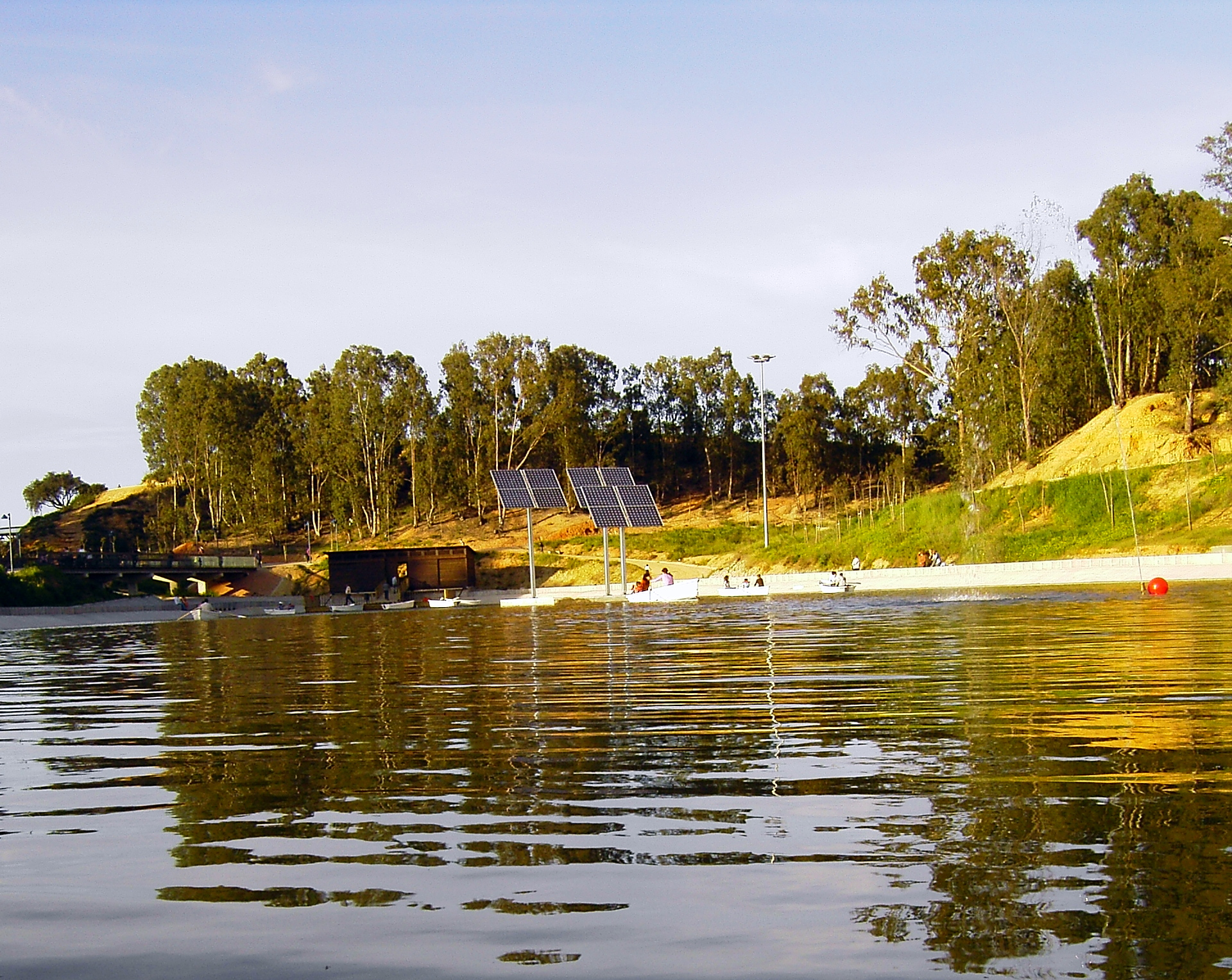
Lago

El paseo de la Cinta, que comunica el casco urbano de la capital con el santuario de Nuestra Señora, y cuyas obras habían sido comenzadas a instancias de la Cámara Agrícola onubense, tras acuerdo capitular del 2 de marzo de 1901, impulsó la idea, ante la belleza natural y la que se podía conseguir, de que en uno de los bordes del camino, yendo para allá y a mano de derecha, se construyese un parque, donde los de Huelva principalmente, en sus días de ocio o en las horas de paseo, pudiesen tener solaz y esparcimiento en sus frecuentes visitas a la excelsa patrona. 
En la sesión de 3 de diciembre de 1909, se autoriza para convenir con los sucesores de don Claudio Saavedra Martínez, «en la compra para el municipio de un huerto de su propiedad llamado del Italiano, de cabida de más de 4 hectáreas, 68 áreas y 98 centiáreas, con una casa, pozo y demás que forman parte de dicho predio», en entre otras condiciones, no exceder en el precio fijado por el arquitecto municipal de 25 000 pesetas. 
A finales de ese mismo mes de diciembre de 1909, los munícipes acordaron autorizar el desmonte de los terrenos en los que iba a construirse el parque. En sesión capitular celebrada el 6 de enero de 1910, se autoriza la adquisición de dicha finca y se aprueba por unanimidad la moción presentada, en la que se pedía que al parque en proyecto, se le diese el nombre de Moret, como muestra de reconocimiento a Segismundo Moret, Jefe del Gobierno.
A la entrada del mismo se encontraba un rótulo con la inscripción: «utilizando las facultades del Real Decreto Centralizador del 15 de noviembre de 1909, fueron adquiridos estos terrenos por el Ayuntamiento de Huelva, en virtud del acuerdo capitular de 3 de diciembre del citado año, siendo alcalde Francisco García Morales».
En 1909 el ayuntamiento capitalino comenzó la estructuración del paraje como parque urbano siendo unos de los ejes del ocio para la población onubense hasta su declive en la década de 1960. 
El 20 de enero de 1910, fiesta de San Sebastián, patrón de la ciudad de Huelva, tuvo lugar el acto por el que el alcalde, García Morales, tomó posesión del nuevo parque en nombre del municipio de Huelva, expresando su «satisfacción por poder ofrecer al vecindario este lugar de esparcimiento» y dejando el mismo «a la custodia del pueblo, el primer interesado en que se fomente y amplíe». El acto, al que asistieron autoridades locales y mucha concurrencia, finalizó con la intervención de la banda municipal, interpretando un selecto programa.
El día 29 de julio de 1936 las tropas sublevadas entraron en la capital y efectuaron fusilamientos en diferentes zonas de la ciudad, como las tapias de los cementerios de San Sebastián y La Soledad, cuyos muros aún conservan las huellas de los disparos. La explanada del Conquero, junto al parque Moret, sirvió también como último espacio de fusilamiento donde fueron asesinadas importantes autoridades militares y civiles de la ciudad.
En 2006 el ayuntamiento de la ciudad acometió una remodelación para recuperar el espacio para la capital: así se disponen nuevas infraestructuras como atracciones infantiles, un lago artificial o zonas de merenderos. 
Como complemento a la entrada principal de la avenida de La Cinta se abrió en 2008 una nueva entrada desde la avenida de Santa Marta.
En agosto de 2020, el Ayuntamiento de Huelva anunció la inversión de 1,5 millones de euros en la mejora de las instalaciones del parque Moret.